# Linbanan i Longyearbyen

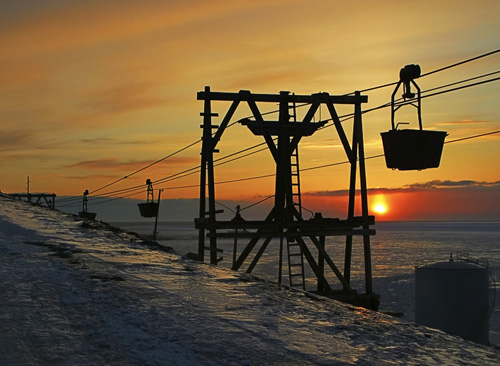
Linbana med korgar

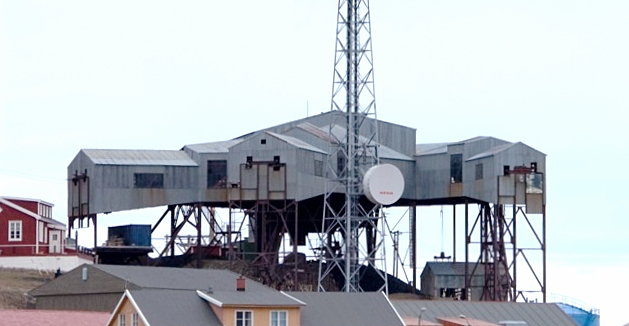
Linbanecentralen

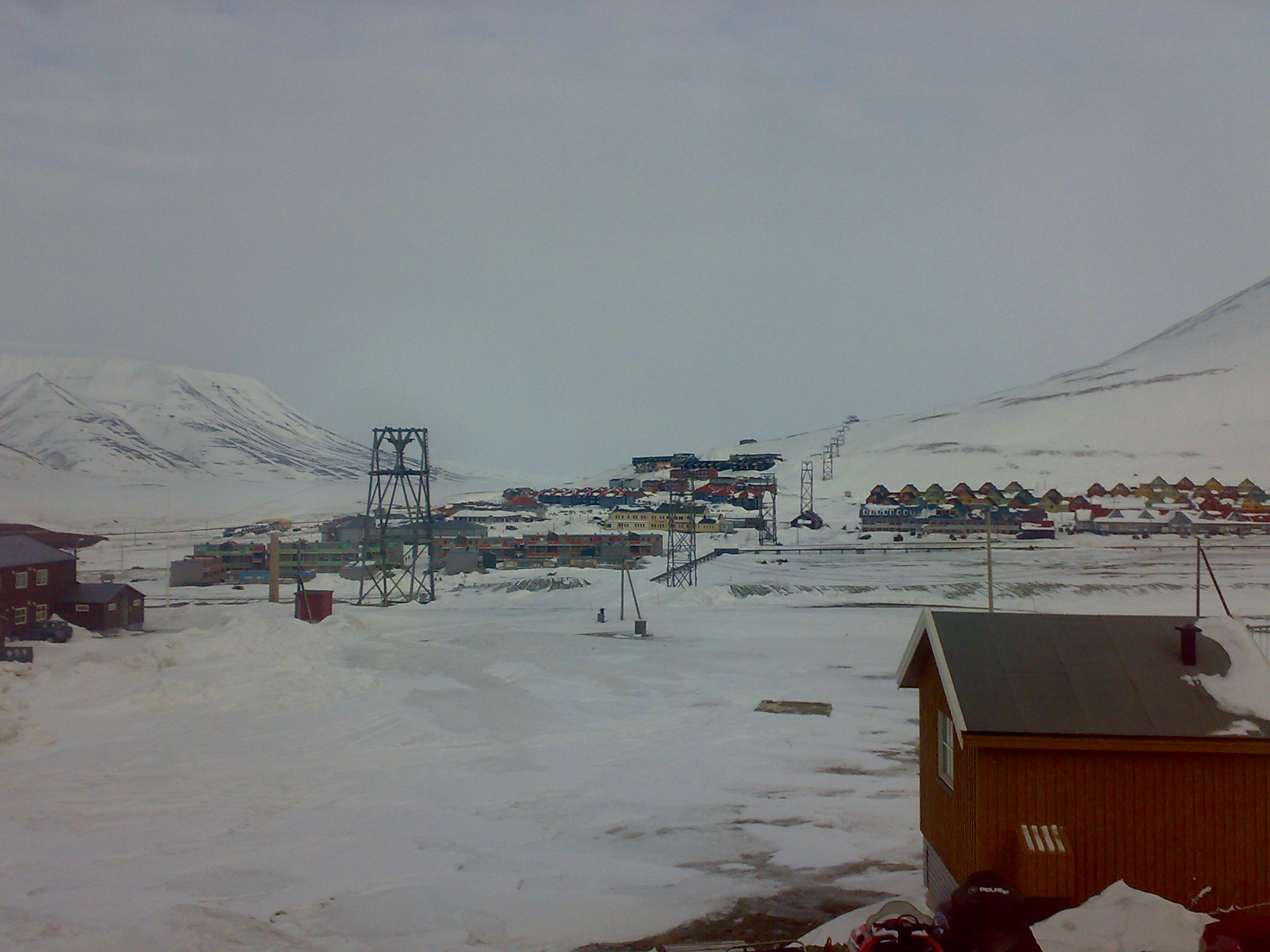
Linbana sedd västerut över centrum

Linbanan i Longyearbyen var mellan 1908 och 1987 i användning för att frakta kol från gruvorna i närheten av Longyearbyen i Svalbard till utlastningskaj vid havet. Det har funnits sex linbanor i området.

## Historik
Då Arctic Coal Company, med John Munroe Longyear som en av stiftarna, 1905 påbörjade brytning av kol vid den blivande Longyearbyen, var linbana den enda transportmöjligheten för att frakta kol från gruvan ned till utskeppningskajen. Den första  linbanan anlades under somrarna 1907 och 1908. Den gick från gruvans öppning, som låg i fjällsidan ovanför den plats där Svalbard museum tidigare var lokaliserat, i det gamla svinstallet. Den andra ändan var lastanläggningen på Gammelkaia. Banans terminal låg på kajen, men det fanns också en tipp på ett kollager på bergsryggen Skjæringa på vägen ner. Under utskeppningssäsongen gick kolet direkt till kajen, och vintertid lagrades det i Skjæringa. Denna första linbana var 1 200 meter lång och var i drift så länge som utvinning skedde i Gruve 1, det vill säga fram till den explosion som skedde den 2 januari 1920. Transportkapaciteten på banan var ungefär 100 ton i timmen.
Linbana nr 2 gick från Gruve 2a till utlastningsanläggningen på Gammelkaia. Denna linbana hade köpts från det nedlagda Salangsverket i Sør-Troms och var färdig 1921. Den var omkring 1 500 meter lång. Den förlängdes samma år fyra kilometer, och hade sammanlagt 74 torn från Gruva 2a till den nya utskeppningsanläggningen på Hotellneset. Transportkapaciteten var 100 ton per timme.

## Förstörelse och återuppbyggnad
Linbanan sköts sönder av tyska krigsfartyg och sprängdes av tyska demoleringsgrupper i augusti 1943 under Operation Zitronella, men linbaneterminalen och kolsilona vid Gruve 1b klarade sig i stort sett oskadda, liksom bebyggelsen i denna del av Longyearbyen, den så kallade Sverdrupbyen. Linbanecentralen med bana 5 och 6 totalförstördes. 
Återuppbyggnaden kom igång 1945. Bansträckningen från Gruve 1b till linbanecentralen med bana 5 och 6 var i stort sett intakt, liksom bansträckningen från linbanecentralen till Hotellneset. Banan från Gruve 1b till Centralstationen togs i drift i oktober 1945. Linbanan från linbanecentralen till Hotellneset var klar i mars 1946.

## Linbanecentralen
Den nya linbanecentralen projekterades av Gesellschaft für Förderanlagen Ernst Heckel i Saarbrücken, och togs i bruk 1957. Vid nedläggningen 1987 pågick utvinning endast i en gruva, som var den som låg längst från staden. Den är byggd över den gamla linbanecentralen, som var i drift medan den nya färdigställdes.
Den är högt placerad på bergsryggen Skjæringa väster om staden, där linbanor från tre gruvor sammanstrålar. Den har en låg och smal byggnadskropp med flera armar. Golvytorna är konkava och byggnaden vilar på ett högt stålskelett. Byggnaden är ett skal för att skydda den tekniska utrustningen, med bärkablar från tre riktningar som för korgar med kol in genom var sin arm till centrum av anläggningen, där de kopplas över till en fjärde arm med en linbana ut ur byggnaden och mot lastkajen på Hotellneset.

## Nedläggning
Linbanan lades slutgiltigt ned sommaren 1987, och den demonterades från sommaren 1988. Kvarstående delar av linbanorna, gruvorna och lastkajerna i Longyearbyen är numera fredade genom beslut av Riksantikvaren.

## Fotogalleri

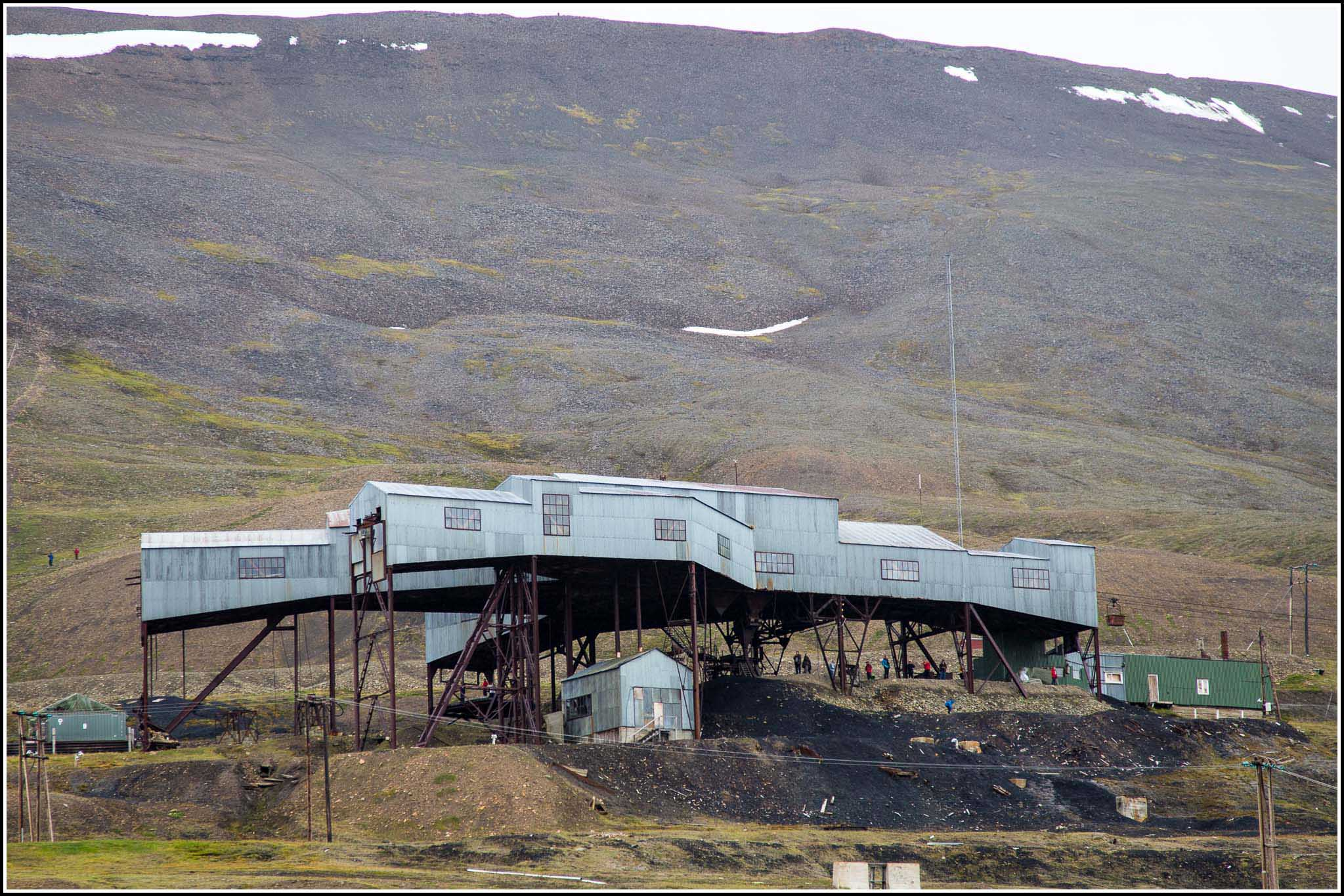
Linbanecentralen med Platåberget i bakgrunden
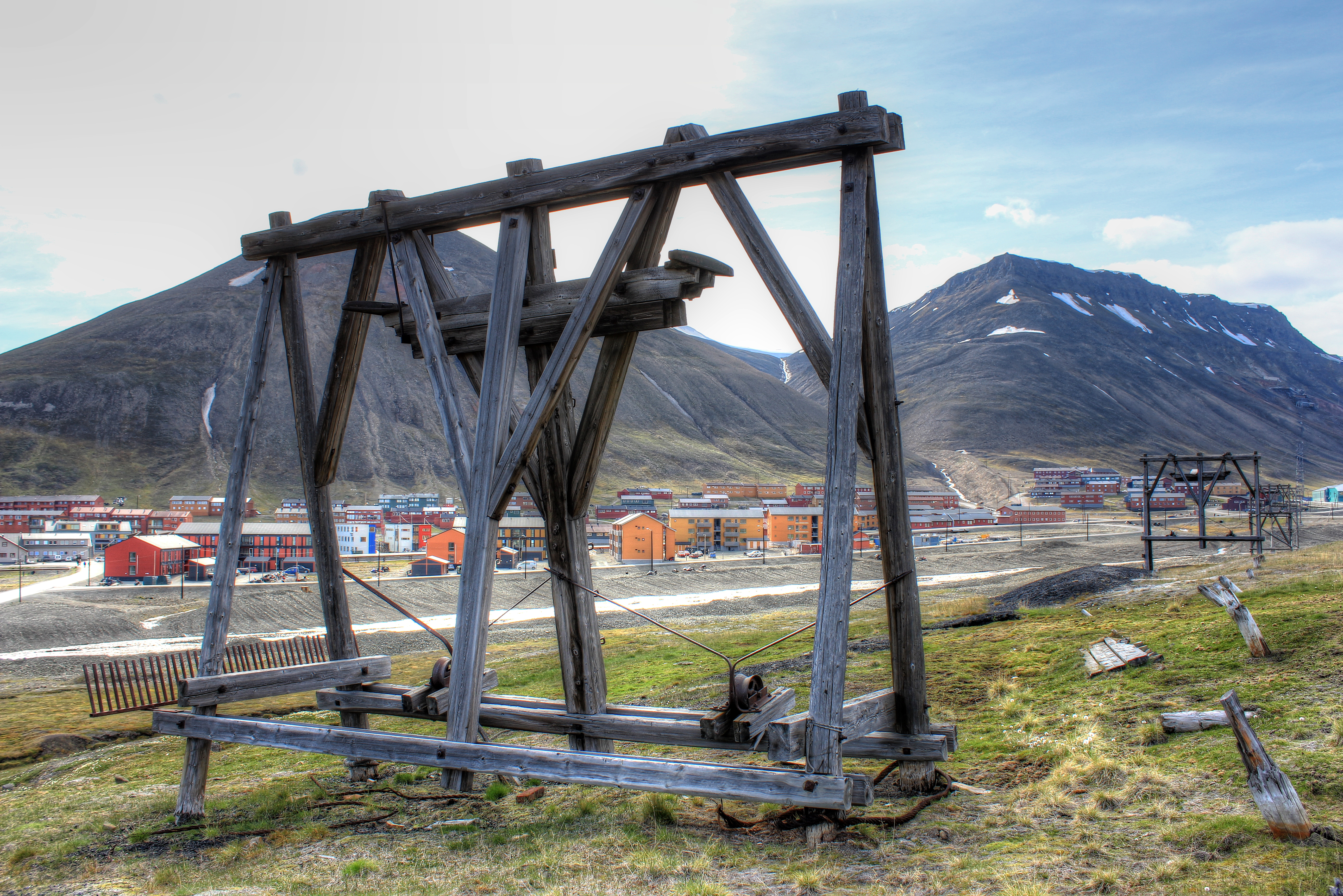
Linbanestolpar på den tidigare linbanan till Gruve 2 ovanför Nybyen
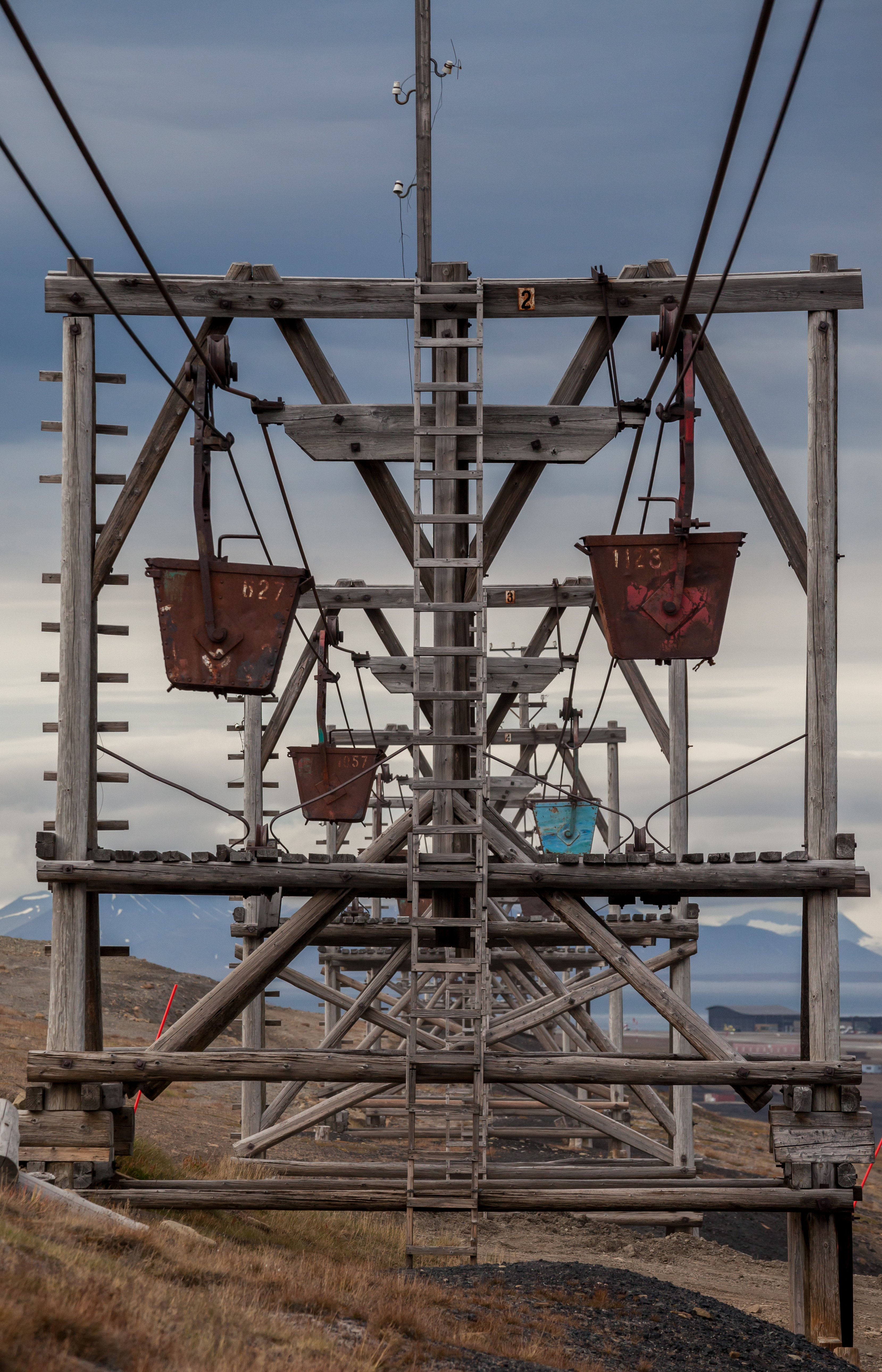
Linbanan mellan linbanecentralen och kolutskeppningshamnen på Hotellneset